# Ken Page
Kenneth "Ken" Page (St. Louis, 20. siječnja 1954. – St. Louis, 30. rujna 2024.) bio je  američki glumac.

## Vanjske poveznice
- Ken Page na IMDB-u